# Pernille Georgi
Pernille Georgi (24. juli 1974) er en dansk sangerinde, komponist og radiovært. Sammen med søsteren Susanne duoen Me & My, der hittede stort i 90'erne medmed blandt andet sangen "Dub-I-Dub". I dag arbejder hun ved JFM som Morgenvært på Radio VLR i Vejle.
 Der er for få eller ingen kildehenvisninger i denne artikel, hvilket er et problem. Du kan hjælpe ved at angive troværdige kilder til de påstande, som fremføres i artiklen.